# Andrew Wyeth
Andrew Newell Wyeth (12. července 1917 Chadds Ford, Pennsylvania – 16. ledna 2009 tamtéž) byl americký malíř, v Americe své doby s převážně realistickými krajinnými výjevy velmi oblíbený.
Byl synem malíře N. C. Wyetha, u kterého také získal umělecké vzdělání. Již v roce 1937 sklidila jeho výstava úspěch. Zlom v jeho díle představuje rok 1945, kdy tragicky zahynul jeho otec a synovec. Pro Wyethovo dílo jsou typické krajiny z okolí jeho venkovského domova v Pensylvánii a jeho letního bytu v Maine, kterým dokázal vdechnout emocionální náboj komponováním figur, maloval také samotné figury a portréty. Jeho nejznámější a zároveň dosti typický obraz je Christinin svět (Christina’s World) z roku 1948, zachycující ochrnutou dívku plazící se po poli a upínající se k vzdálenému domu. Inspirací k tomuto obrazu byla Wyethova sousedka Anna Christina Olson (1893–1968), která byla po obrně částečně ochrnutá.
Dalším jeho známým dílem je cyklus obrazů a kreseb Helga (The Helga Pictures). V letech 1971–1985 vytvořil 45 obrazů a 200 kreseb, na kterých je zobrazena jeho sousedka Helga Testorf. Žánrově se jedná nejčastěji o portréty a akty.
Byl členem například britské Royal Academy a francouzské Académie des Beaux-Arts, z ocenění získal dvě nejvyšší americké civilní vyznamenání Presidential Medal of Freedom a Congressional Gold Medal, dále vysoké umělecké vyznamenání National Medal of Arts.